# Reprezentacja Słowacji na Mistrzostwach Europy w Wioślarstwie 2008
Reprezentacja Słowacji na Mistrzostwach Europy w Wioślarstwie 2008 liczyła 1 sportowca. Najlepszym wynikiem było 2. miejsce w jedynce mężczyzn.

## Medale

### Złote medale
Brak

### Srebrne medale
jedynka (M1x): Lukáš Babač – 2. miejsce

### Brązowe medale
Brak

## Wyniki

### Konkurencje mężczyzn
- jedynka (M1x): Lukáš Babač – 2. miejsce